# (494667) 2001 WX1
(494667) 2001 WX1 est un astéroïde de la ceinture principale extérieure, également aréocroiseur et zénocroiseur.

## Découverte et observations
(494667) 2001 WX1 a été découvert d'abord au Lincoln Laboratory ETS le 18 novembre 2001. Des observations antérieures datant d'août 2001 furent rapidement trouvées, mais dès fin novembre 2001, l'objet fut perdu. Il ne fut redécouvert qu'en avril 2016. Depuis, des observations sur une seule nuit de janvier 2011 ont été liées à cet objet.

## Orbite et observabilité
(494667) 2001 WX1 orbite autour du Soleil sur une orbite excentrique d'une période de 7,44 ans. Du fait de cette période presque demi-entière, il est observable périodiquement tous les deux orbites, donc dans ce cas environ tous les 15 ans.